# 針川佐久眞
針川 佐久眞 (はりかわ さくま、1950年〈昭和25年〉9月9日 - )は、日本の政治活動家である。

## 来歴

### 前半生
1950年9月9日に長崎県西海市で誕生。
宇都宮大学農学部在学中に日本共産党に入党。大学卒業後、宇都宮大学消費生活協同組合、栃木県生活協同組合連合会、日本生活協同組合連合会に2012年まで勤務し、その後とちぎコープ生活協同組合の専務理事を務めた。
専務理事を務めた後は政治団体である「みんなで県民の知事をつくる会」の構成員となった。

### 栃木県知事選挙出馬
2024年10月10日、2024年栃木県知事選挙に出馬することを表明し、同年11月17日、日本共産党からの推薦、社会民主党栃木県連合からの支持を得て無所属で立候補した。
また、知事選挙への出馬を表明した際に現栃木県知事である福田富一の県政を「多選の弊害が生じ、県民の声が反映されていない」と批判した。
選挙では8万票を獲得したが、現職の福田富一に破れ落選した。

## 政策・主張
- 投資、開発などよりも公共サービスの充実など県民の暮らし優先の政策を掲げている[5]。
- 「県立特別支援学校の寄宿舎を存続させるべき」と主張している[5]。
- 「県民のつぶやきや声を県政に反映させる」と主張している[2]。
- 「1人1人の子どもを大切にし、いきいきと学べるような教育政策に転換する」と主張している[2]。

## 人物
- 趣味は登山[6][3]。
- 座右の銘は「一人は万人のために、万人は一人のために」[6]。
- 2022年より市民団体である「平和・民主・革新の日本をめざす栃木の会」の事務局長[3]。